# Cláudio Ibrahim Vaz Leal
Cláudio Ibrahim Vaz Leal, conegut com a Branco, (4 d'abril de 1964) és un exfutbolista brasiler.

## Selecció del Brasil
Va formar part de l'equip brasiler a la Copa del Món de 1986, 1990 i 1994.